# Дмитриевское муниципальное образование (Новоузенский район)
Дмитриевское муниципальное образование— сельское поселение в составе Новоузенского района Саратовской области. Административный центр — село Дмитриевка. На территории поселения находятся 6 населённых пунктов: 1 село, 4 посёлка, 1 хутор.

## Население
| 2010  | 2011  | 2012  | 2013  | 2014  | 2015  | 2016  |
| ----- | ----- | ----- | ----- | ----- | ----- | ----- |
| 1153  | ↘1150 | ↘1116 | ↘1097 | ↗1110 | ↘1062 | ↘1050 |
| 2017  | 2018  | 2019  | 2020  | 2021  |       |       |
| ↘1029 | ↘1008 | ↘977  | ↘951  | ↘893  |       |       |

## Состав сельского поселения
| № | Населённый пункт | Тип населённого пункта       | Население |
| - | ---------------- | ---------------------------- | --------- |
| 1 | Алексеевка       | посёлок                      | ↘155      |
| 2 | Васильевка       | посёлок                      | 10        |
| 3 | Ветляный         | хутор                        | 4         |
| 4 | Дмитриевка       | село, административный центр | ↘738      |
| 5 | Кубанка          | посёлок                      | ↘115      |
| 6 | Облив            | посёлок                      | ↗131      |